# Ectemnius lapidarius
Ectemnius lapidarius är en stekelart som först beskrevs av Georg Wolfgang Franz Panzer 1804.  Ectemnius lapidarius ingår i släktet Ectemnius, och familjen Crabronidae. Arten är reproducerande i Sverige.

## Bildgalleri

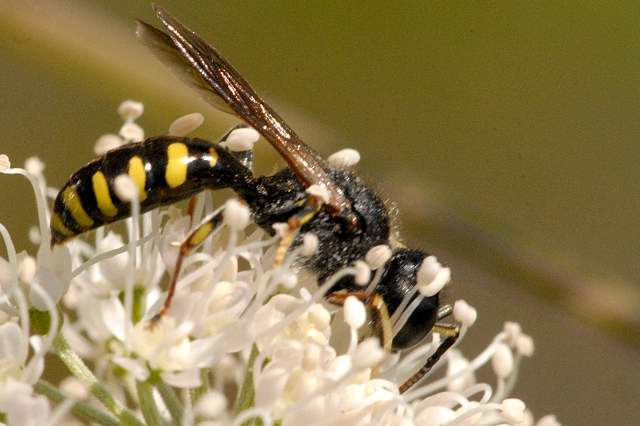
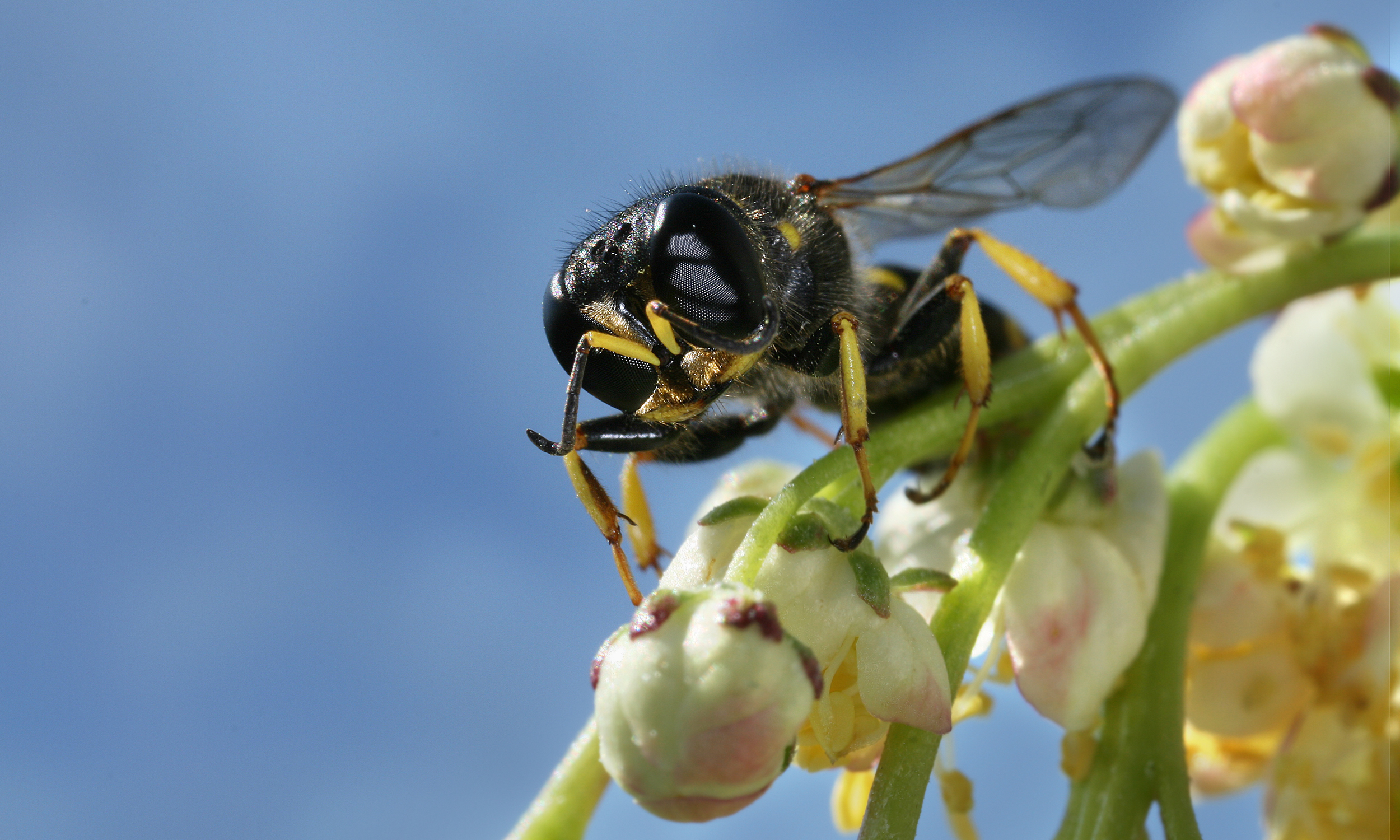
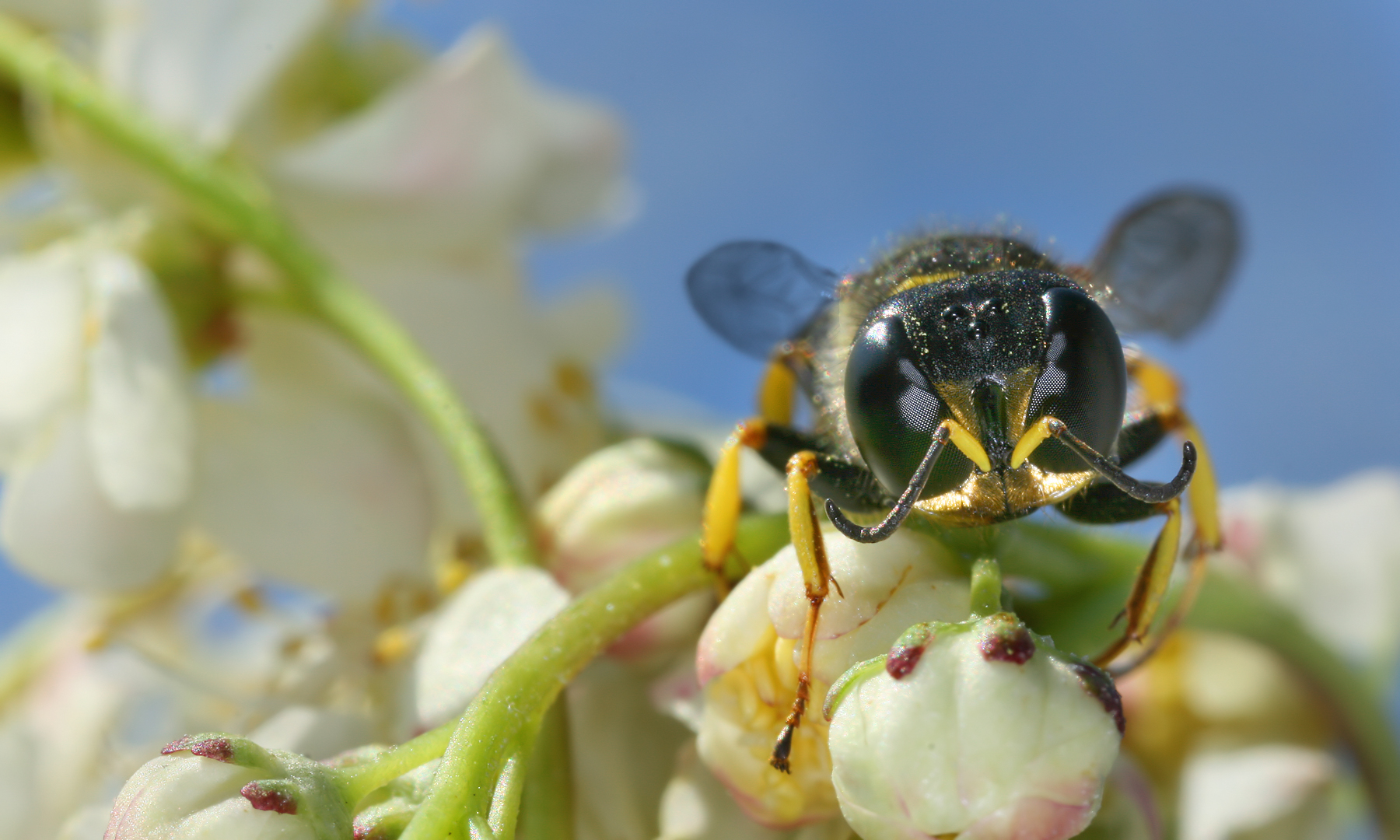